# الهادي الغابري
الدكتور الهادي الغابري، من مواليد مدينة المكناسي التابعة لمحافظة سيدي بوزيد التونسية. متحصل على إجازة في الأدب العربي من كلية الآداب بدمشق (سوريا)، وعلى الماجستير في الأدب العربي من كلية الآداب بمنوبة (تونس).
ومن نفس الكلية حاز على درجة الدكتوراه ليصبح أستاذاً جامعياً في الأدب العربي والنقد الأدبي بالجامعات التونسية. عضو نشط باتحاد الكتاب التونسيين منذ سنة 1992، وضيف محاضر في العديد من الندوات والملتقيات الأدبية. واصل دراسته في مجال الصحافة وعلوم الأخبار لينال شهادة الدراسات العليا من معهد الصحافة وعلوم الأخبار بتونس. حل ضيفاً على العديد من البرامج التلفزية كمحلل ومراسل صحفي.
له العديد من المؤلفات في النقد الأدبي والأدب المعاصر. كما تصدر له مقالات في العديد من المجلات الثقافية والصحف التونسية.